# Politiebureau Flierbosdreef

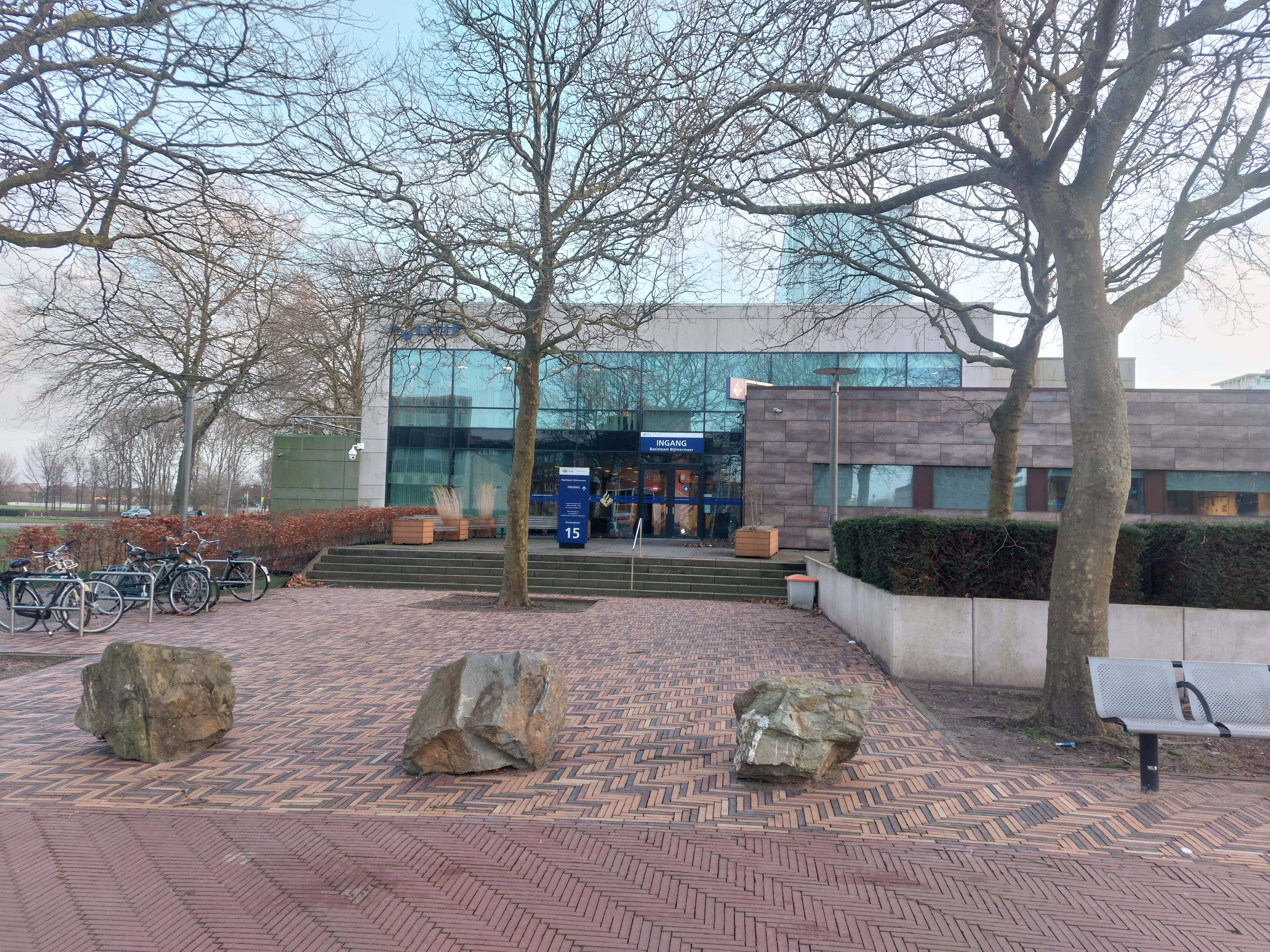
Politiebureau Flierbosdreef

Politiebureau Flierbosdreef is een politiebureau gelegen aan de Flierbosdreef 15-17 in stadsdeel Amsterdam-Zuidoost. Het dient als districts- en wijkteambureau voor de Regiopolitie Amsterdam-Amstelland.

## Geschiedenis
Het oorspronkelijke gebouw, een combinatie van een politiebureau en brandweerkazerne, werd drastisch getransformeerd. Dit project, geleid door de architecten Frederiks & van der Nat, behield alleen de betonnen hoofddraagconstructie en creëerde een vernieuwde, functionele kantooromgeving.

## Architectuur en renovatie
- Opdrachtgever: Regiopolitie Amsterdam-Amstelland
- Architectenbureau: Frederiks & van der Nat, met projectarchitecten Koos Frederiks, Niels van der Nat en Do van Eijs
- Aannemer: BAM Utiliteitsbouw
- De architectuur van het vernieuwde gebouw reflecteert de stedelijke visie van het structuurplan Vernieuwing Bijlmermeer, waarbij het een uitnodigend en openbaar karakter kreeg.

## Culturele en stedelijke betekenis
De renovatie van Politiebureau Flierbosdreef symboliseert de vernieuwing en aanpassing van publieke gebouwen in Amsterdam aan moderne eisen en benadrukt de toegankelijkheid voor de gemeenschap.